# Galatasaray Istanbul/Saison 2005/06
Die Saison 2005/06 von Galatasaray Istanbul war die 98. Saison in der Vereinsgeschichte und die 48. Saison in der türkischen Liga, der Süper Lig. Der Klub beendete die Saison auf dem 1. Platz und wurde zum 16 Mal türkischer Meister. Die Türkiye Kupası endete für Galatasaray Istanbul im Viertelfinale. Im UEFA-Pokal schieden die Gelb-Roten in der 1. Runde aus.

## Personalien

### Kader
| Nr.        | Nat.               | Name             | Geburtsdatum  | im Verein seit | vorheriger Verein        |
| Torhüter   | Torhüter           | Torhüter         | Torhüter      | Torhüter       | Torhüter                 |
| ---------- | ------------------ | ---------------- | ------------- | -------------- | ------------------------ |
| 01         | Kolumbien Libanon  | Faryd Mondragón  | 21. Juni 1971 | 2001           | FC Metz                  |
| 12         | Turkei Deutschland | Aykut Erçetin    | 14. Sep. 1982 | 2002           | eigene Jugend            |
| 17         | Turkei             | Fevzi Elmas      | 9. Juni 1983  | 2005           | Dardanelspor             |
| Abwehr     |                    |                  |               |                |                          |
| 02         | Kroatien           | Stjepan Tomas    | 6. März 1976  | 2004           | Calcio Como              |
| 04         | Kamerun Frankreich | Rigobert Song    | 1. Juli 1976  | 2004           | RC Lens                  |
| 05         | Turkei             | Orhan Ak         | 29. Sep. 1979 | 2003           | Kocaelispor              |
| 06         | Turkei             | Yalçın Ayhan     | 1. Mai 1982   | 2005           | İstanbulspor             |
| 21         | Turkei             | Emre Aşık        | 13. Dez. 1973 | 2006           | Beşiktaş Istanbul        |
| 25         | Turkei             | Ferhat Öztorun   | 8. Mai 1987   | 2005           | eigene Jugend            |
| 29         | Turkei             | Erkan Ferin      | 20. März 1988 | 2006           | eigene Jugend            |
| 33         | Turkei             | Uğur Uçar        | 5. Apr. 1987  | 2004           | eigene Jugend            |
| 55         | Turkei             | Sabri Sarıoğlu   | 26. Juli 1984 | 2001           | eigene Jugend            |
| 67         | Turkei             | Ergün Penbe      | 17. Mai 1972  | 1993           | Gençlerbirliği Ankara    |
| Mittelfeld |                    |                  |               |                |                          |
| 07         | Kamerun            | Alioum Saidou    | 19. Feb. 1978 | 2004           | İstanbulspor             |
| 11         | Turkei             | Hasan Şaş        | 1. Aug. 1976  | 1998           | MKE Ankaragücü           |
| 15         | Turkei             | Cafercan Aksu    | 15. Jan. 1987 | 2003           | eigene Jugend            |
| 18         | Turkei             | Ayhan Akman      | 23. Feb. 1977 | 2001           | Beşiktaş Istanbul        |
| 19         | Turkei             | Cihan Haspolatlı | 4. Jan. 1980  | 2002           | Kocaelispor              |
| 20         | Turkei Deutschland | Volkan Arslan    | 29. Aug. 1978 | 2003           | Kocaelispor              |
| 22         | Serbien            | Saša Ilić        | 30. Dez. 1977 | 2005           | FK Partizan Belgrad      |
| 23         | Turkei             | Zafer Şakar      | 25. Sep. 1985 | 2002           | Beylerbeyi SK            |
| 24         | Turkei             | Mehmet Güven     | 30. Juli 1987 | 2006           | eigene Jugend            |
| ##         | Turkei             | Uğur Erdoğan     | 1. Jan. 1987  | 2005           | eigene Jugend            |
| Angriff    |                    |                  |               |                |                          |
| 08         | Tschechien         | Marek Heinz      | 4. Aug. 1977  | 2005           | Borussia Mönchengladbach |
| 09         | Turkei             | Hakan Şükür      | 1. Sep. 1971  | 2003           | Blackburn Rovers         |
| 10         | Turkei             | Necati Ateş      | 3. Jan. 1980  | 2005           | eigene Jugend            |
| 25         | Turkei             | Aydın Yılmaz     | 29. Jan. 1988 | 2006           | eigene Jugend            |
| 27         | Turkei             | Özgürcan Özcan   | 10. Apr. 1988 | 2005           | eigene Jugend            |
| 58         | Turkei             | Hasan Kabze      | 26. Mai 1982  | 2005           | Dardanelspor             |
| 99         | Turkei Deutschland | Ümit Karan       | 1. Okt. 1976  | 2001           | Gençlerbirliği Ankara    |

#### Transfers
| Zugänge | Abgänge |
| --- | --- |
| Sommer 2005 - Altan Aksoy (Konyaspor) - Yalçın Ayhan (İstanbulspor) - Uğur Erdoğan (eigene Jugend) - Marek Heinz (Borussia Mönchengladbach) - Saša Ilić (FK Partizan Belgrad) - Ümit Karan (BB Ankaraspor) w.a. - Alioum Saidou (Malatyaspor) w.a. Winter 2005/06 - Cafercan Aksu (Çaykur Rizespor) w.a. - Emre Aşık (Beşiktaş Istanbul) - Erkan Ferin (eigene Jugend) - Mehmet Güven (eigene Jugend) - Ferhat Öztorun (eigene Jugend) - Aydın Yılmaz (eigene Jugend) | Sommer 2005 - Flávio Conceição (Panathinaikos Athen) - Arif Erdem (Karriere beendet) - Bülent Korkmaz (Karriere beendet) - Franck Ribéry (Olympique Marseille) - Hakan Ünsal (Çaykur Rizespor) - Hakan Yakin (VfB Stuttgart) w.a. Winter 2005/06 - Altan Aksoy (Çaykur Rizespor) a. - Arda Turan (Manisaspor) a. - Suat Usta (Antalyaspor) a. - Zafer Şakar (Manisaspor) a. |

## Spielkleidung
| Heim | Auswärts | Ausweich | Ausweich |

- Ausrüster: Adidas
- Trikotsponsor: Avea
- Ärmelsponsor: Cola Turka

## Saison
Alle Ergebnisse aus Sicht von Galatasaray Istanbul.
Die Tabelle listet alle Süper-Lig-Spiele des Vereins der Saison 2005/06 auf. Siege sind grün, Unentschieden gelb und Niederlagen rot markiert.

### Süper Lig
| ST | Datum              | Gegner                | Ort                              | Ergebnis  | Tor(e) für Galatasaray Istanbul                                                                     | Karte(n) für Galatasaray Istanbul                                                  |
| -- | ------------------ | --------------------- | -------------------------------- | --------- | --------------------------------------------------------------------------------------------------- | ---------------------------------------------------------------------------------- |
| 01 | 7. August 2005     | Konyaspor             | Ali Sami Yen Stadyumu, Istanbul  | 2:1 (1:0) | 1:0 Ilić (3.), 2:0 Ilić (51.)                                                                       | Ak (17.)                                                                           |
| 02 | 12. August 2005    | MKE Ankaragücü        | 19 Mayıs Stadı, Ankara           | 1:0 (0:0) | 1:0 Karan (15.)                                                                                     | Saidou (44.)                                                                       |
| 03 | 21. August 2005    | Malatyaspor           | Ali Sami Yen Stadyumu, Istanbul  | 5:2 (3:2) | 1:0 Karan (7.), 2:1 Aksoy (20.), 3:2 Karan (36.), 4:2 Şaş (56.), 5:2 Karan (58. Handelfmeter)       | Song (84.)                                                                         |
| 04 | 26. August 2005    | Gaziantepspor         | Kamil Ocak Stadı, Gaziantep      | 2:2 (1:1) | 1:0 Karan (43.), 2:2 Kabze (90.+2')                                                                 | Ak (64.) Şaş (88.)                                                                 |
| 05 | 11. September 2005 | Sivasspor             | Ali Sami Yen Stadyumu, Istanbul  | 2:0 (0:0) | 1:0 Karan (78.), 2:0 Karan (85. Handelfmeter)                                                       | Haspolatlı (31.), Tomas (41.)                                                      |
| 06 | 18. September 2005 | Vestel Manisaspor     | Atatürk Stadı, İzmir             | 4:1 (3:1) | 1:0 Ateş (11.), 2:0 Ateş (14.), 3:1 Karan (36.), 4:1 Karan (68.)                                    | Ateş (66.)                                                                         |
| 07 | 25. September 2005 | Samsunspor            | 19 Mayıs Stadı, Samsun           | 2:1 (1:1) | 1:0 Ateş (19.), 2:1 Ateş (54.)                                                                      | Karan (44.), Uçar (84.)                                                            |
| 08 | 2. Oktober 2005    | Trabzonspor           | Ali Sami Yen Stadyumu, Istanbul  | 4:1 (4:1) | 1:0 Şükür (21.), 2:0 Heinz (23.), 3:0 Karan (28.), 4:0 Ateş (38.)                                   | Saidou (18.), Mondragón (42.), Ak (57.)                                            |
| 09 | 15. Oktober 2005   | Kayseri Erciyesspor   | Atatürk Stadı, Kayseri           | 2:1 (1:1) | 1:0 Şükür (38.), 2:1 Şükür (90.+2')                                                                 | Haspolatlı (5.), Saidou (44.), Şükür (55.)                                         |
| 10 | 22. Oktober 2005   | Denizlispor           | Ali Sami Yen Stadyumu, Istanbul  | 1:1 (1:0) | 1:0 Şaş (7.)                                                                                        | Ak (51.), Mondragón (90.)                                                          |
| 11 | 30. Oktober 2005   | Gençlerbirliği Ankara | 19 Mayıs Stadı, Ankara           | 1:2 (0:1) | 1:1 Ilić (46.)                                                                                      | Saidou (11.), Ateş (80.)                                                           |
| 12 | 4. November 2005   | Diyarbakırspor        | Ali Sami Yen Stadyumu, Istanbul  | 2:0 (0:0) | 1:0 Karan (71.), 2:0 Ilić (88.)                                                                     | keine                                                                              |
| 13 | 20. November 2005  | Çaykur Rizespor       | Atatürk Stadı, Rize              | 3:0 (2:0) | 1:0 Haspolatlı (9.), 2:0 Ateş (26.), 3:0 Kabze (90.+3')                                             | Haspolatlı (19.)                                                                   |
| 14 | 27. November 2005  | Fenerbahçe Istanbul   | Ali Sami Yen Stadyumu, Istanbul  | 0:1 (0:1) | keine                                                                                               | Ak (5.), Sarıoğlu (88.), Ak (86.)                                                  |
| 15 | 3. Dezember 2005   | BB Ankaraspor         | 19 Mayıs Stadı, Ankara           | 2:1 (2:1) | 1:0 Karan (36.), 2:0 Ateş (45.)                                                                     | Mondragón (23.), Karan (28.), Sarıoğlu (37.), Akman (42.), Uçar (74.), Tomas (76.) |
| 16 | 10. Dezember 2005  | Beşiktaş Istanbul     | Ali Sami Yen Stadyumu, Istanbul  | 3:2 (1:2) | 1:1 Ateş (6.), 2:2 Ilić (54.), 3:2 Ilić (55.)                                                       | Karan (50.), Ak (74.)                                                              |
| 17 | 16. Dezember 2005  | Kayserispor           | Atatürk Stadı, Kayseri           | 3:1 (2:0) | 1:0 Ateş (13.), 2:0 Karan (33.), 3:0 Haspolatlı (73.)                                               | Akman (74.)                                                                        |
| 18 | 22. Januar 2006    | Konyaspor             | Atatürk Stadyumu, Konya          | 1:0 (0:0) | 1:0 Yılmaz (90.+1')                                                                                 | Uçar (17.), Arslan (89.)                                                           |
| 19 | 5. Februar 2006    | Malatyaspor           | İnönü Stadı, Malatya             | 1:1 (1:0) | 1:0 Arslan (28.)                                                                                    | keine                                                                              |
| 20 | 12. Februar 2006   | Gaziantepspor         | Ali Sami Yen Stadyumu, Istanbul  | 6:0 (2:0) | 1:0 Karan (22.), 2:0 Akman (25.), 3:0 Karan (68.), 4:0 Şükür (73.), 5:0 Heinz (78.), 6:0 Ateş (88.) | Arslan (36.), Ak (53.)                                                             |
| 21 | 19. Februar 2006   | Sivasspor             | 4 Eylül Stadı, Sivas             | 0:0       | keine                                                                                               | Haspolatlı (66.), Öztorun (73.)                                                    |
| 22 | 25. Februar 2006   | Vestel Manisaspor     | Ali Sami Yen Stadyumu, Istanbul  | 4:2 (2:1) | 1:0 Ateş (3.), 2:1 Arslan (43.), 3:2 Song (85.), 4:2 Sarıoğlu (89.)                                 | Arslan (40.), Şaş (57.)                                                            |
| 23 | 4. März 2006       | Samsunspor            | Ali Sami Yen Stadyumu, Istanbul  | 3:2 (1:1) | 1:1 Ateş (45.), 2:1 Ateş (54.), 3:1 Ilić (60.)                                                      | Arslan (70.), Song (82.)                                                           |
| 24 | 12. März 2006      | Trabzonspor           | Hüseyin Avni Aker Stadı, Trabzon | 1:1 (0:0) | 1:1 Ateş (73.)                                                                                      | Song (70.), Ilić (80.)                                                             |
| 25 | 19. März 2006      | Kayseri Erciyesspor   | Ali Sami Yen Stadyumu, Istanbul  | 4:2 (2:1) | 1:0 Akman (23.), 2:0 Ateş (41.), 3:2 Karan (87.), 4:2 Kabze (89.)                                   | Ak (55.), Tomas (79.), Haspolatlı (89.)                                            |
| 26 | 25. März 2006      | Denizlispor           | Atatürk Stadı, Denizli           | 2:1 (0:1) | 1:1 Ertuğrul (56. Eigentor), 2:1 Heinz (71.)                                                        | Sarıoğlu (89.)                                                                     |
| 27 | 29. März 2006      | MKE Ankaragücü        | Ali Sami Yen Stadyumu, Istanbul  | 2:0 (1:0) | 1:0 Şükür (44.), 2:0 Haspolatlı (66.)                                                               | keine                                                                              |
| 28 | 1. April 2006      | Gençlerbirliği Ankara | Ali Sami Yen Stadyumu, Istanbul  | 3:0 (2:0) | 1:0 Ateş (8. Foulelfmeter), 2:0 Ateş (21. Handelfmeter), 3:0 Ilić (47.)                             | Akman (36.), Aşık (43.), Şaş (44.), Arslan (86.)                                   |
| 29 | 7. April 2006      | Diyarbakırspor        | Atatürk Stadı, İzmir             | 3:1 (2:1) | 1:1 Şükür (12.), 2:1 Şükür (40.), 3:1 Ateş (53.)                                                    | keine                                                                              |
| 30 | 16. April 2006     | Çaykur Rizespor       | Ali Sami Yen Stadyumu, Istanbul  | 4:2 (1:0) | 1:0 Ilić (22.), 2:0 Şükür (47.), 3:1 Şükür (64.), 4:2 Allyson Santos (81.)                          | Şükür (50.)                                                                        |
| 31 | 22. April 2006     | Fenerbahçe Istanbul   | Şükrü Saracoğlu Stadı, Istanbul  | 0:4 (0:2) | keine                                                                                               | Saidou (21.), Şaş (32.), Ateş (42.), Ilić (58.), Saidou (47.)                      |
| 32 | 29. April 2006     | BB Ankaraspor         | Ali Sami Yen Stadyumu, Istanbul  | 4:0 (2:0) | 1:0 Ilić (11.), 2:0 Şükür (14.), 3:0 Ilić (77.), 4:0 Kabze (81.)                                    | keine                                                                              |
| 33 | 7. Mai 2006        | Beşiktaş Istanbul     | İnönü Stadı, Istanbul            | 2:1 (0:0) | 1:1 Kabze (64.), 2:1 Kabze (90.+3')                                                                 | keine                                                                              |
| 34 | 14. Mai 2006       | Kayserispor           | Ali Sami Yen Stadyumu, Istanbul  | 3:0 (1:0) | 1:0 Ilić (6.), 2:0 Sarıoğlu (32.), 3:0 Sarıoğlu (86.)                                               | Ilić (62.)                                                                         |

### Türkiye Kupası
| Runde                   | Datum             | Gegner              | Ort                             | Ergebnis  | Tor(e) für Galatasaray Istanbul                                                        | Karte(n) für Galatasaray Istanbul                                             |
| ----------------------- | ----------------- | ------------------- | ------------------------------- | --------- | -------------------------------------------------------------------------------------- | ----------------------------------------------------------------------------- |
| Gruppenphase            | 27. Oktober 2005  | Mersin İdman Yurdu  | Ali Sami Yen Stadyumu, Istanbul | 4:0 (0:0) | 1:0 Ateş (52.), 2:0 Uçar (70.), 3:0 Ateş (86. Foulelfmeter), 4:0 Özcan (88.)           | Saidou (36.), Ilić (66.)                                                      |
| Gruppenphase            | 20. Dezember 2005 | Malatyaspor         | İnönü Stadı, Malatya            | 1:1 (1:1) | 1:1 Kabze (39.)                                                                        | Ayhan (51.)                                                                   |
| Gruppenphase            | 2. Februar 2006   | Giresunspor         | Ali Sami Yen Stadyumu, Istanbul | 5:0 (1:0) | 1:0 Karan (27.), 2:0 Ateş (61.), 3:0 Şükür (78.), 4:0 Yılmaz (82.), 5:0 Sarıoğlu (85.) | keine                                                                         |
| Gruppenphase            | 15. Februar 2006  | Diyarbakırspor      | Atatürk Stadı, Diyarbakır       | 1:0 (0:0) | 1:0 Heinz (84.)                                                                        | Ak (18.), Heinz (59.)                                                         |
| Viertelfinale-Hinspiel  | 8. März 2006      | Fenerbahçe Istanbul | Şükrü Saracoğlu Stadı, Istanbul | 1:2 (0:1) | 1:1 Karan (56.)                                                                        | Arslan (25.), Şükür (37.), Sarıoğlu (52.), Ak (71.), Karan (85.), Tomas (88.) |
| Viertelfinale-Rückspiel | 22. März 2006     | Fenerbahçe Istanbul | Ali Sami Yen Stadyumu, Istanbul | 3:2 (2:1) | 1:1 Akman (11.), 2:1 Ateş (35.), 3:2 Şükür (76.)                                       | Ateş (38.), Haspolatlı (57.), Şaş (78.)                                       |

### UEFA-Pokal
| Runde              | Datum              | Gegner    | Ort                             | Ergebnis  | Tor(e) für Galatasaray Istanbul | Karte(n) für Galatasaray Istanbul                    |
| ------------------ | ------------------ | --------- | ------------------------------- | --------- | ------------------------------- | ---------------------------------------------------- |
| 1. Runde-Hinspiel  | 15. September 2005 | Tromsø IL | Alfheim-Stadion, Tromsø         | 0:1 (0:0) | keine                           | Şaş (18.), Ak (36.)                                  |
| 1. Runde-Rückspiel | 29. September 2005 | Tromsø IL | Ali Sami Yen Stadyumu, Istanbul | 1:1 (0:1) | 1:1 Şükür (79.)                 | Arslan (21.), Mondragón (33.), Şaş (80.), Ateş (84.) |

## Statistiken

### Teamstatistik
| Wettbewerb     | Punkte | daheim | daheim | daheim | daheim | daheim | auswärts | auswärts | auswärts | auswärts | auswärts | Gesamt | Gesamt | Gesamt | Gesamt | Gesamt | Tordifferenz |
| Wettbewerb     | Punkte | Sp     | S      | U      | N      | TV     | Sp       | S        | U        | N        | TV       | Sp     | S      | U      | N      | TV     | Tordifferenz |
| -------------- | ------ | ------ | ------ | ------ | ------ | ------ | -------- | -------- | -------- | -------- | -------- | ------ | ------ | ------ | ------ | ------ | ------------ |
| Süper Lig      | 83     | 17     | 15     | 1      | 1      | 52:16  | 17       | 11       | 4        | 2        | 30:18    | 34     | 26     | 5      | 3      | 82:34  | +48          |
| Türkiye Kupası | –      | 3      | 3      | 0      | 0      | 12:2   | 3        | 1        | 1        | 1        | 3:3      | 6      | 4      | 1      | 1      | 15:5   | +10          |
| UEFA-Pokal     | –      | 1      | 0      | 1      | 0      | 1:1    | 1        | 0        | 0        | 1        | 0:1      | 2      | 0      | 1      | 1      | 1:2    | −1           |
| Gesamt         | 83     | 21     | 18     | 2      | 1      | 65:19  | 21       | 12       | 5        | 4        | 33:22    | 42     | 30     | 7      | 5      | 98:41  | +57          |

### Saisonverlauf
| Spieltag | 1 | 2 | 3 | 4 | 5 | 6 | 7 | 8 | 9 | 10 | 11 | 12 | 13 | 14 | 15 | 16 | 17 | 18 | 19 | 20 | 21 | 22 | 23 | 24 | 25 | 26 | 27 | 28 | 29 | 30 | 31 | 32 | 33 | 34 |
| -------- | - | - | - | - | - | - | - | - | - | -- | -- | -- | -- | -- | -- | -- | -- | -- | -- | -- | -- | -- | -- | -- | -- | -- | -- | -- | -- | -- | -- | -- | -- | -- |
| Spielort | H | A | H | A | H | A | A | H | A | H  | A  | H  | A  | H  | A  | H  | A  | A  | H  | A  | H  | A  | H  | H  | A  | H  | A  | H  | A  | H  | A  | H  | A  | H  |
| Resultat | S | S | S | U | S | S | S | S | S | U  | N  | S  | S  | N  | S  | S  | S  | S  | S  | U  | S  | U  | S  | S  | U  | S  | S  | S  | S  | S  | N  | S  | S  | S  |
| Platz    | 2 | 1 | 1 | 1 | 1 | 1 | 1 | 1 | 1 | 2  | 2  | 2  | 2  | 2  | 2  | 2  | 2  | 2  | 2  | 2  | 2  | 2  | 2  | 1  | 2  | 2  | 2  | 2  | 2  | 1  | 2  | 2  | 2  | 1  |

Quelle: https://www.weltfussball.de/spielplan/tur-sueper-lig-2005-2006
Legende: Spielort: H = Heim; A = Auswärts. Resultat: S = Sieg; U = Unentschieden; N = Niederlage

### Spielerstatistiken
| Spieler          | Süper Lig | Süper Lig | Süper Lig   | Süper Lig  | Türkiye Kupası | Türkiye Kupası | Türkiye Kupası | Türkiye Kupası | UEFA-Pokal | UEFA-Pokal | UEFA-Pokal  | UEFA-Pokal | Total    | Total | Total       | Total      |
| Spieler          | Einsätze  | Tore      | Gelbe Karte | Rote Karte | Einsätze       | Tore           | Gelbe Karte    | Rote Karte     | Einsätze   | Tore       | Gelbe Karte | Rote Karte | Einsätze | Tore  | Gelbe Karte | Rote Karte |
| ---------------- | --------- | --------- | ----------- | ---------- | -------------- | -------------- | -------------- | -------------- | ---------- | ---------- | ----------- | ---------- | -------- | ----- | ----------- | ---------- |
| Orhan Ak         | 22        | 0         | 8           | 1          | 5              | 0              | 2              | 0              | 1          | 0          | 1           | 0          | 28       | 0     | 11          | 1          |
| Ayhan Akman      | 17        | 2         | 3           | 0          | 5              | 1              | 0              | 0              | 0          | 0          | 0           | 0          | 22       | 3     | 3           | 0          |
| Altan Aksoy      | 9         | 1         | 0           | 0          | 2              | 0              | 0              | 0              | 0          | 0          | 0           | 0          | 11       | 1     | 0           | 0          |
| Volkan Arslan    | 17        | 2         | 5           | 0          | 4              | 0              | 1              | 0              | 1          | 0          | 1           | 0          | 22       | 2     | 7           | 0          |
| Emre Aşık        | 3         | 0         | 1           | 0          | 0              | 0              | 0              | 0              | 0          | 0          | 0           | 0          | 3        | 0     | 1           | 0          |
| Necati Ateş      | 32        | 18        | 3           | 0          | 5              | 4              | 1              | 0              | 2          | 0          | 1           | 0          | 39       | 22    | 5           | 0          |
| Yalçın Ayhan     | 4         | 0         | 0           | 0          | 1              | 0              | 1              | 0              | 0          | 0          | 0           | 0          | 5        | 0     | 1           | 0          |
| Uğur Demirok     | 1         | 0         | 0           | 0          | 0              | 0              | 0              | 0              | 0          | 0          | 0           | 0          | 1        | 0     | 0           | 0          |
| Fevzi Elmas      | 0         | 0         | 0           | 0          | 0              | 0              | 0              | 0              | 0          | 0          | 0           | 0          | 0        | 0     | 0           | 0          |
| Aykut Erçetin    | 4         | 0         | 0           | 0          | 0              | 0              | 0              | 0              | 0          | 0          | 0           | 0          | 4        | 0     | 0           | 0          |
| Uğur Erdoğan     | 0         | 0         | 0           | 0          | 0              | 0              | 0              | 0              | 0          | 0          | 0           | 0          | 0        | 0     | 0           | 0          |
| Erkan Ferin      | 0         | 0         | 0           | 0          | 0              | 0              | 0              | 0              | 0          | 0          | 0           | 0          | 0        | 0     | 0           | 0          |
| Mehmet Güven     | 1         | 0         | 0           | 0          | 1              | 0              | 0              | 0              | 0          | 0          | 0           | 0          | 2        | 0     | 0           | 0          |
| Cihan Haspolatlı | 27        | 3         | 4           | 1          | 5              | 0              | 1              | 0              | 1          | 0          | 0           | 0          | 33       | 3     | 5           | 1          |
| Marek Heinz      | 18        | 3         | 0           | 0          | 4              | 1              | 1              | 0              | 2          | 0          | 0           | 0          | 24       | 4     | 1           | 0          |
| Saša Ilić        | 30        | 12        | 3           | 0          | 4              | 0              | 1              | 0              | 0          | 0          | 0           | 0          | 34       | 12    | 4           | 0          |
| Hasan Kabze      | 18        | 6         | 0           | 0          | 4              | 1              | 0              | 0              | 1          | 0          | 0           | 0          | 23       | 7     | 0           | 0          |
| Ümit Karan       | 24        | 16        | 3           | 0          | 4              | 2              | 1              | 0              | 2          | 0          | 0           | 0          | 30       | 18    | 4           | 0          |
| Faryd Mondragón  | 34        | 0         | 3           | 0          | 2              | 0              | 0              | 0              | 2          | 0          | 1           | 0          | 38       | 0     | 4           | 0          |
| Özgürcan Özcan   | 1         | 0         | 0           | 0          | 2              | 1              | 0              | 0              | 0          | 0          | 0           | 0          | 3        | 1     | 0           | 0          |
| Ferhat Öztorun   | 9         | 0         | 1           | 0          | 2              | 0              | 0              | 0              | 0          | 0          | 0           | 0          | 11       | 0     | 1           | 0          |
| Ergün Penbe      | 15        | 0         | 0           | 0          | 3              | 0              | 0              | 0              | 1          | 0          | 0           | 0          | 19       | 0     | 0           | 0          |
| Alioum Saidou    | 23        | 0         | 5           | 1          | 1              | 0              | 1              | 0              | 2          | 0          | 0           | 0          | 26       | 0     | 6           | 1          |
| Zafer Şakar      | 2         | 0         | 0           | 0          | 1              | 0              | 0              | 0              | 0          | 0          | 0           | 0          | 3        | 0     | 0           | 0          |
| Sabri Sarıoğlu   | 21        | 3         | 3           | 0          | 4              | 1              | 1              | 0              | 1          | 0          | 0           | 0          | 26       | 4     | 4           | 0          |
| Hasan Şaş        | 26        | 2         | 4           | 0          | 4              | 0              | 1              | 0              | 2          | 0          | 2           | 0          | 32       | 2     | 7           | 0          |
| Rigobert Song    | 29        | 1         | 3           | 0          | 4              | 0              | 0              | 0              | 2          | 0          | 0           | 0          | 35       | 1     | 3           | 0          |
| Hakan Şükür      | 31        | 10        | 2           | 0          | 4              | 2              | 1              | 0              | 2          | 1          | 0           | 0          | 37       | 13    | 3           | 0          |
| Stjepan Tomas    | 32        | 0         | 2           | 1          | 5              | 0              | 1              | 0              | 2          | 0          | 0           | 0          | 39       | 0     | 3           | 1          |
| Uğur Uçar        | 17        | 0         | 3           | 0          | 2              | 1              | 0              | 0              | 2          | 0          | 0           | 0          | 21       | 1     | 3           | 0          |
| Suat Usta        | 0         | 0         | 0           | 0          | 0              | 0              | 0              | 0              | 0          | 0          | 0           | 0          | 0        | 0     | 0           | 0          |
| Aydın Yılmaz     | 12        | 1         | 0           | 0          | 2              | 1              | 0              | 0              | 0          | 0          | 0           | 0          | 14       | 2     | 0           | 0          |